# ماريا ميركيدر
ماريا ميركيدر (بالإنجليزية: Maria Mercader)‏ (1965 - 2020)، هي صحفية أمريكية عملت لمدة 30 عاما في شبكة سي بي إس نيوز وخلال مسيرة عمل امتدت لأكثر من 30 عامًا، عملت ميركيدر كمراسلة أخبار عاجلة قبل أن تصبح مديرة لأحد أقسام الشبكة، وتسهم في توسيع قسم الأخبار.

## وفاتها
توفيت يوم الأحد 29 مارس 2020 إثر إصابتها بفيروس كورونا المستجد. وبحسب "سي بي إس نيوز"، فإن ماريا ميركيدر البالغة من العمر 54 عاما، توفيت أثناء تلقيها العلاج في مستشفى بنيويورك التي تعتبر بؤرة للمرض في أميركا. وأوضحت الشبكة أن ميركيدر كانت تعاني من مرض السرطان، وفي إجازة طبية منذ نهاية فبراير 2020، أي قبل تفشي الوباء في نيويورك.

## الجوائز
- في عام 2004، فازت بجائزة إيمي للأعمال والتقارير المالية.